# اکسید مس (I)
اکسید مس(I) (به انگلیسی: Copper(I) oxide) با فرمول شیمیایی Cu۲O یک ترکیب شیمیایی با شناسه پاب‌کم ۱۰۳۱۳۱۹۴ است. که جرم مولی آن 143.09 g/mol می‌باشد. شکل ظاهری این ترکیب، جامدی با رنگ قهوه ای مایل به قرمز است. هر چند این اکسید به رنگ‌های بنفش، زرد و نارنجی نیز بنابر روش سنتز و اندازهٔ ذره مشاهده شده‌است.
اکسید مس ماده ای سمی است که در بسیاری از حلال‌ها نامحلول است. این ماده خواص جالبی از جمله خواص کاتالیستی و الکترونیکی مناسبی دارد. از کاربرهای مهم آن می‌توان به ساخت رنگدانه‌ها و مکمل‌های غذایی در خوراک دام‌ها اشاره کرد.